# Пономарёвское
Пономарёвское — деревня в Ореховском сельском поселении Галичского района Костромской области России. 

## География
Деревня расположена у реки Тёбза.

## История
Согласно Спискам населенных мест Российской империи в 1872 году сельцо Пономаревское относилось к 1 стану Галичского уезда Костромской губернии. В ней числилось 11 дворов, проживало 47 мужчин и 65 женщин.
Согласно переписи населения 1897 года в деревне проживало 114 человек (43 мужчины и 71 женщина).
Согласно Списку населенных мест Костромской губернии в 1907 году деревня относилась к Новографской волости Галичского уезда Костромской губернии. По сведениям волостного правления за 1907 год в ней числилось 30 крестьянских дворов и 137 жителей. Основными занятиями жителей деревни, помимо земледелия, были плотницкий и малярный промыслы.
До муниципальной реформы 2010 года деревня также входила в состав Костомского сельского поселения.